# Шафран (пряність)

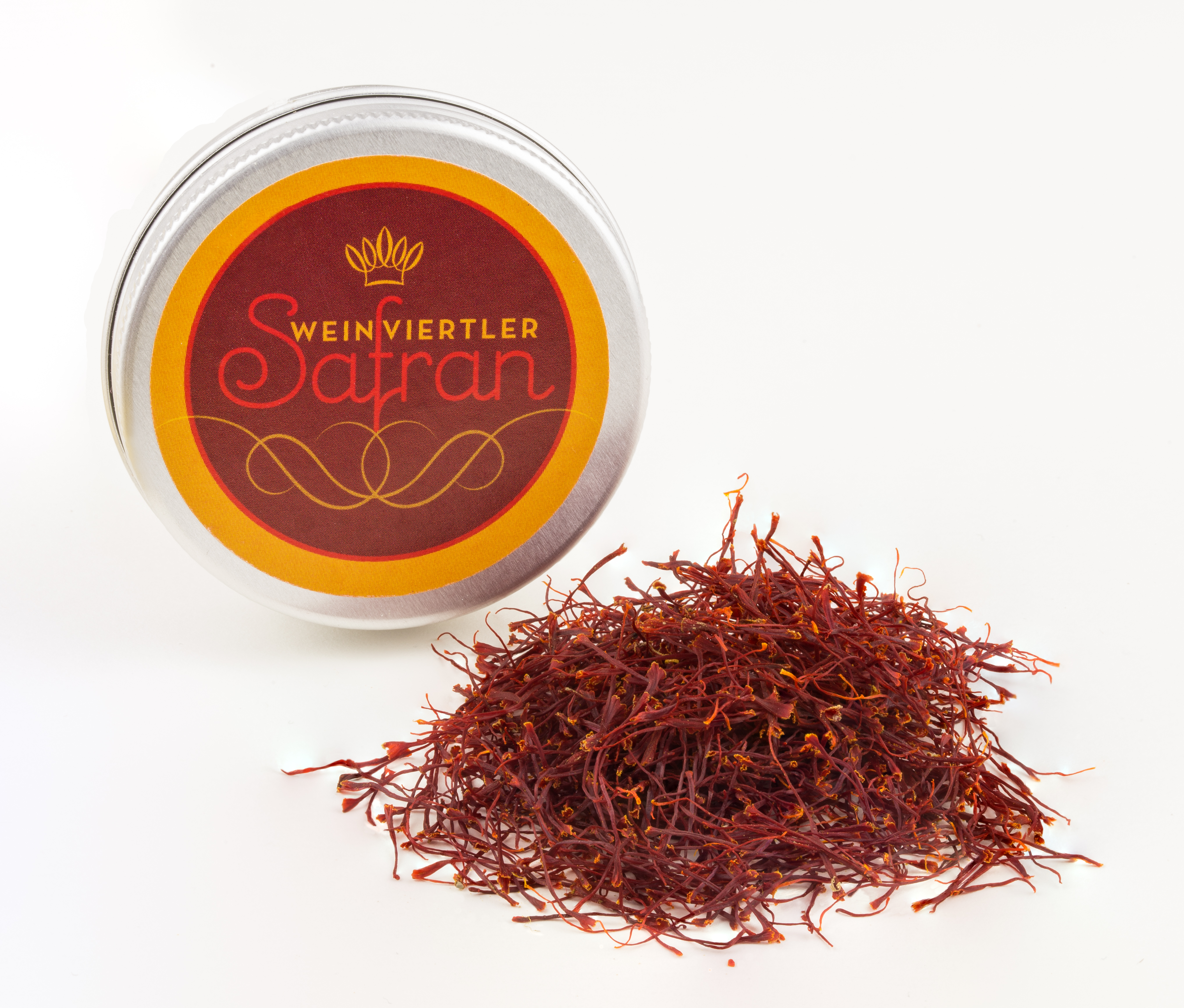
Оригінальна упаковка шафрану та її вміст вагою 2 грами

Шафра́н або шапра́н — найдорожча у світі пряність, що представлена висушеними приймочками шафрану посівного. Належить до типових компонентів арабської, іспанської та, частково, європейської кухонь, втім у зв'язку із високою ціною не входить до повсякденного меню. Має яскраво виражені фарбувальні властивості, інколи застосовується як лікарська сировина.
Слово «шафран» походить від слова XII ст. фр. safran, яке в свою чергу походить від лат. safranum. Це слово також пов'язане з італ. zafferano та ісп. azafrán, що походить від араб. زَعْفَرَان‎ zaʻfarān — назви цієї спеції арабською мовою, від першоджерела перс. زَرپَران zarparān, «золоте листя». У сучасній перській мові використовують видозмінену назву перезапозичену з арабської.
Продукт являє собою рильця суцвіть рослини під назвою крокус посівний. Ззовні він виглядає як невеликі переплутані між собою ниточки, рідше спецію продають у вигляді порошку. Він має унікальний смак, аромат і хімічний склад, який не зрівняється з жодною іншою пряністю в світі.
Шафран можна назвати одним із найдавніших продуктів у світі  — найдорожча у світі спеція — він згадується в єгипетських папірусах, працях Гомера і Гіппократа і навіть Біблії поряд з оливками і інжиром.
У дикій природі крокус посівний зустрічається в регіонах з холодною зимою і жарким літом  — Ірані, Індії, Афганістані, Туреччині, Азербайджані, але з недавніх пір його почали культивувати в Іспанії, Франції та південних областях України.
Він добре приживається на освітлених місцях з родючим, добре дренованим і повітропроникним ґрунтом  — рослина є посухостійкою, тому надлишок вологи для неї згубний. За сприятливих умов крокуси цвітуть уже на другий рік після посадки і ростуть на одному місці протягом декількох років, але суцвіття з часом дрібніють і виглядають менш естетично

## Історія
Слово «шафран» походить від араб. زَعْفَرَان‎ zaʿfarān, що може бути перекладено як «жовтолистяний». Втім, аккадське позначення шафрану (azupiranu) свідчить про те, що арабське слово було запозичене з якоїсь стародавньої близькосхідної мови, ймовірно, з арамейської.
Судячи з фресок на острові Санторіні, шафран грав велику роль життя мінойської цивілізації. Найдавніші письмові згадки шафрану виявлено у текстах часів Ашшурбанапала з Ніневійської бібліотеки. Східні жерці використовували шафран під час відправлення обрядів, його нитки вплітали у тканини.
Стародавні греки та римляни з шафрану готували запашну воду, якою обприскували кімнати, зали, одяг. У класичній античності шафран мав репутацію афродизіаку. Пестичними нитками всипали (як пізніше пелюстки троянд) ліжка, їх додавали для аромату у ванни. Звичай приймати шафранні ванни привезли з перського походу воїни Олександра Македонського; любителькою таких обмивань вважалася Клеопатра. Римські колоністи, що оселилися у південній частині Галлії, принесли із собою культуру шафрану. Там його широко культивували, доки почалися вторгнення варварів.
Стародавні автори були високої думки про шафран з Кілікії та Вавилонії. У Малій Азії було ціле «місто шафрану», нині назване Сафранболу. Шафран входив у трав'яні збори від небезпечної, на думку тих років, хвороби — чорної меланхолії. Його радили використовувати і для лікування інших недуг. Після падіння Римської імперії навички вирощування шафрану в Західній Європі були, мабуть, втрачені.
«Друге пришестя» шафрану до Європи відбулося разом із арабським завоюванням. Генуезькі та венеціанські купці, які контролювали торгівлю на сході Середземномор'я, постачали великі партії шафрану до Італії та Швейцарії, де загальноєвропейським центром переробки прянощі став Базель. Якось, коли місцеві торговці не поділили імпортний товар, там спалахнула 14-тижнева «шафранова війна». Згодом базельці навчилися самі вирощувати дорогоцінну рослину, яка стала одним із головних джерел їхнього добробуту.
На хвилі великих географічних відкриттів до Європи ринув потік ароматичних рослин з Індії та Америки (ваніль, какао), на тлі яких привабливість стародавнього шафрану трохи померкла. Територія обробітку шафрану на заході Європи з часом стиснулася до середземноморського узбережжя Іспанії, Франції та Італії. На території колишнього Радянського Союзу, де шафран вирощувався у промислових масштабах, в Азербайджані, у селі Більгя, ці традиції зберігаються досі. За версією сайту luxurylaunches, у 2019 році апшеронський шафран посів 3 місце у світі за ціною ($11 000 за кг), як одна з найдорожчих вегетаріанських прянощів у світі. Азербайджан зможе заробляти $142 млн на рік на промисловому виробництві шафрану
У Китай шафран здавна доставляли Великим шовковим шляхом із Заходу. В одному давньокитайському травнику говориться: «Область зростання шафрану — Кашмір, де його вирощують як підношення Будді». Там же зазначено, що нитки шафрану надають вишуканого аромату вину.

## Походження

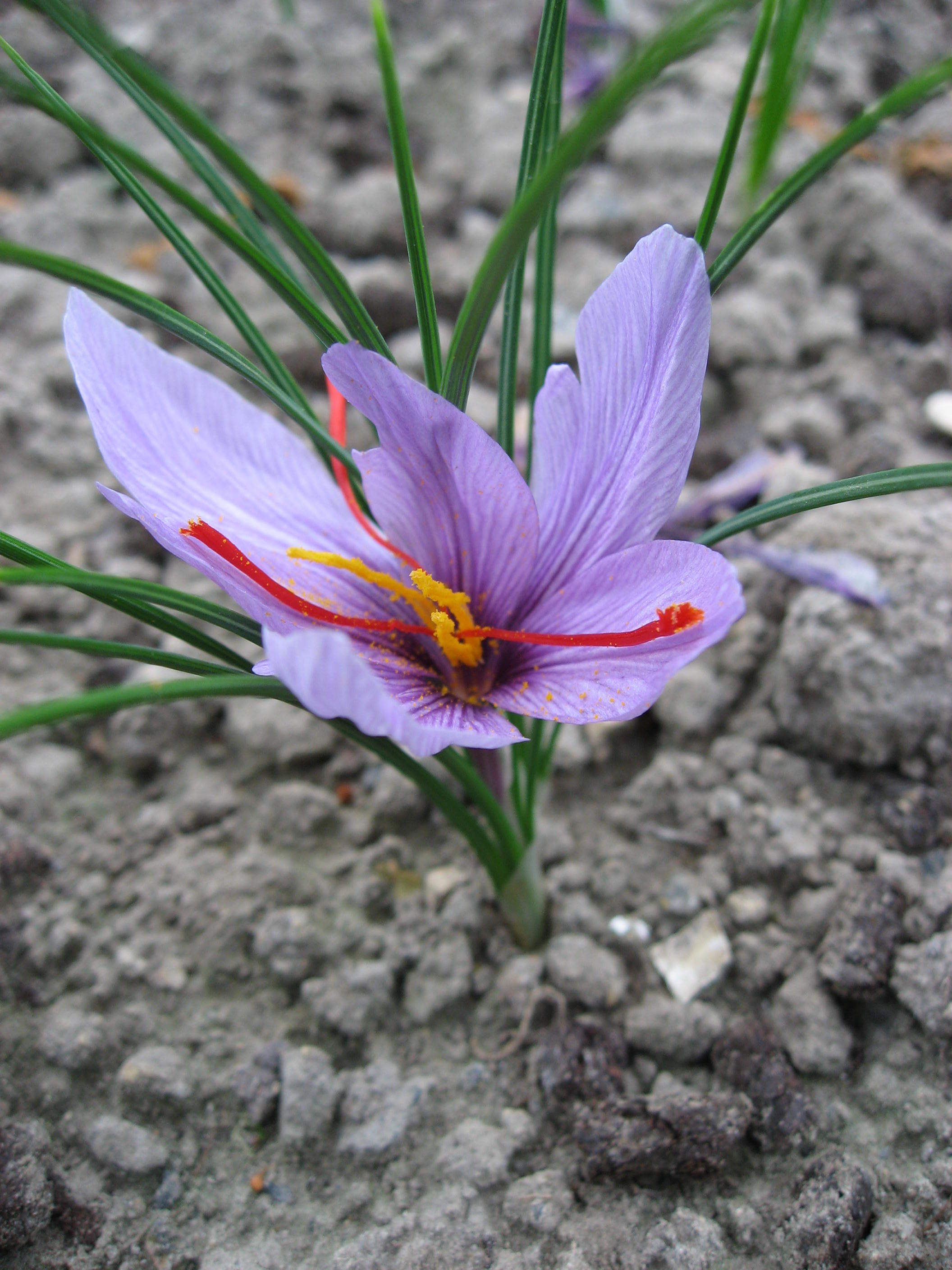
Кожна квітка шафрану посівного містить маточку з трьома довгими червоними приймочками

Справжнім шафраном вважаються виключно приймочки шафрану посівного — природного мутанту, який у дикорослому стані не відомий. Хоча до роду Шафран входить багато схожих видів, їхні приймочки або не вживаються у їжу взагалі, або дуже рідко використовуються переважно місцевим населенням (наприклад, таке вкрай обмежене застосування мають приймочки шафрану Палласа). Втім оригінальна сировина має неперевершену якість і для її заготівлі вирощують саме шафран посівний, який походить з Південно-Західної Азії.
Швидше за все ця природна мутація з'явилася в Персії (сучасний Іран). Перші згадки про вживання шафрану у Шумері датовані III тисячоліттям до нашої ери. Одне з месопотамських міст мало назву Азупірану, тобто «шафранове місто». Очевидно шафран був вже настільки відомим місцевим мешканцям, що вони могли позначати його назвою окремий колір. Шафран тоді не вирощували, а збирали на луках. Можливо, месопотамці обмінювали чи купували шафран у племен, які мешкали в Ірані.
Збором коштовних рилець займалися також мешканці невеличкого острова Фери в Егейському морі. Тут збереглися фрески початку II тисячоліття до нашої ери, що зображують жінок і навіть мавп, які захоплено збирають врожай шафрану.
З V ст. до н. е. постачальником найкращого шафрану вважали Кашмір (у XIX ст. його навіть називали «країною шафрану»). Місцевий шафран використовували не лише для приготування страв, але й для фарбування одягу царів і жерців. Можливо саме під перським впливом жовтогарячий колір набув поширення и серед прихильників буддизму. Легенда, щоправда, пояснює прихильність буддистів до шафранового кольору по іншому — він нібито дуже сподобався учню Будди Мадьянтиці під час мандрівки до Кашміру.
Згодом шафран посівний араби завезли до Іспанії, яка у Середньовіччі стала центром промислового виробництва цієї пряності в Європі. Цікаво, що Іран та Іспанія й досі зберігають позиції лідерів світового виробництва, причому на Іран припадає до 90 % світового урожаю. Пояснюється це тим, що шафран посівний досить теплолюбний: він не переносить ані середньоєвропейських морозів, ані вологої зимівлі, тому для його вирощування придатні відносно невеликі ділянки. Цим, а також труднощами збирання, яке в усі часи виконувалось вручну, пояснюється дуже висока ціна пряності. Для заготівлі придатні лише нещодавно розквітлі квітки, тому під час цвітіння обробляти плантацію потрібно швидко. Водночас, приймочки із квітки вирізаються вручну, а висушена сировина значно втрачає у вазі порівняно з сирою: з 200 квіток отримують 1 грам шафрану, а 450 тисяч приймочок важать лише 1 кг. Через це шафран протягом століть був найдорожчою пряністю у світі в перерахунку на одиницю ваги: грам цієї пряності був дорожчим за грам золота. Якщо станом на 2017 рік в Україні грам шафрану коштував близько 200 грн, то вже на 2024 рік його вартість зросла майже до 700 грн.

## Властивості
У сушеному вигляді шафран має вигляд тонких темно-червоних ниток, які при змішуванні з рідиною або продуктами забарвлюють їх у жовто-гарячий або помаранчевий колір. Сировині притаманний гіркуватий смак і йодоформо- або сіноподібний аромат, зумовлений наявністю в ній пікрокроцину та сафраналу. Також шафран містить каротиноїд кроцин — саме йому ця пряність завдячує відмінними фарбувальними властивостями.

## Застосування
Маючи своєрідний аромат та гіркуватий присмак, шафран є цінною пряністю, котру застосовують у кулінарії як приправу, а також як природний барвник до супів, страв із м'яса та рису. В харчовій промисловості шафран застосовують для підфарбовування різноманітних продуктів: вершкового масла, сиру, булочних та кондитерських виробів, кремів, цукерок, напоїв тощо.
Крім того, шафран вважається афродизіаком. Інколи застосовується у медицині та для фарбування дорогих тканин.

## Підробки

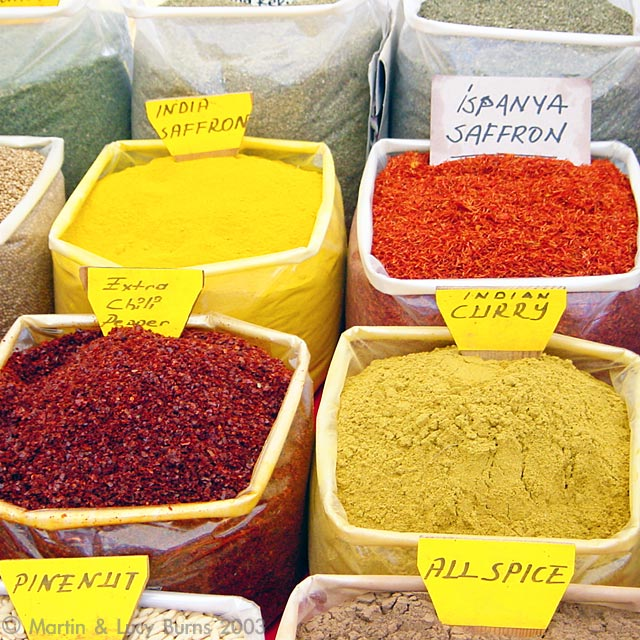
Спеції на турецькому базарі: у правому верхньому кутку — справжній шафран, ліворуч від нього — куркума

Висока ціна сировини, яка коштувала дорожче золота, сприяла поширенню підробок. Перші спроби підробляти шафран дешевшою сировиною відомі з середніх віків. Тоді за його фальсифікацію карали позбавленням життя.
Найчастіше шафран фальсифікують куркумою — досить дешевою індійською пряністю яскраво-жовтого кольору з добрими фарбувальними властивостями. Втім, слід зазначити, що куркума виробляється з меленого коріння, тому завжди має вигляд порошку, тоді як справжній шафран подрібнюють вкрай рідко. За цією ознакою їх досить легко розрізнити. Серед менш розповсюджених сурогатів — висушені пелюстки календули, чорнобривців, чиї фарбувальні властивості значно нижчі за шафран.